# Летећи змајеви
Летећи змај је род агамидних гуштера који су познати и као летећи гуштери, летећи змајеви или клизајући гуштери. Ови гуштери су способни да клизећи лете помоћу мембрана које се могу продужити и образовати крила (патагија), формирана од увећаног скупа ребара. Они су арбореални бубоједи.
Иако нису способни за лет уз помоћ снаге, они се током лета клизањем често подижу. Клизе до 60 м, током којих губе само 10 м у висини, што је прилично велико растојање, с обзиром на то да је један гуштер само око 20 cm дугачак, заједно са репом. Налазе се у југоисточној Азији и јужној Индији и прилично су чести у шумама, вртовима арека, плантажама тиковине и грмљу.

## Историја открића
Карл Лине је описао род 1758. године, а типична врста је Draco volans. Име рода потиче од латинског израза за митолошке змајеве. Почетком и средином 20. века постојале су контроверзе око њихових способности клизања, а неки аутори сугерисали су да је патагија само за приказивање, али су истраживања касних 1950-их чврсто утврдила клизну функцију патагије.

## Клизање
Летећи змајеви су добро познати по својим "структурама за приказивање" и способностима клизања на велике удаљености користећи своје криласте, патагијалне мембране подржане издуженим грудним ребрима за стварање сила подизања. Задњи удови у попречном пресеку чине поједностављен и обликован аеропрофил, а вероватно су и укључени у стварање подизања. Клизање се користи и за бег од предатора, и као примарно средство кретања кроз њихово шумско станиште. Савијање и расклапање мембране контролишу илиокостални и интеркостални мишићи, који се код других гуштера користе за контролу дисања. Приликом полетања гуштер скочи и спусти главу, оријентишући се тако да је доња страна тела паралелна са тлом. Предњи удови су примарно средство које животиња користи за контролу патагијума (кожице за летење) током лета. Утврђено је да су максималне брзине клизања између 5,2 и 7,6 метара у секунди, зависно од врсте. Током процеса слетања, клизање је углавном хоризонтално. Непосредно пре слетања, предњи удови ослобађају патагијум. Слетање је прво са предњим, а затим са задњим ногама. Облик клизне мембране није у корелацији са величином тела, што значи да веће врсте имају пропорционално мању површину која ствара подизање и сходно томе веће оптерећење крила.

## Станиште и екологија
Припадници летећих змајева првенствено су арбореални, настањују тропске прашуме и готово се никада не налазе на шумском тлу. Они су инсектоједи, првенствено се хране мравима и термитима. Боја патагијума је у јакој корелацији са бојом локалног опадајућег лишћа, вероватно као камуфлажа против птица грабљивица.

## Друштвено понашање и репродукција
Летећи змајеви су изразито територијални, а распон станишта се састоји од једног или неколико стабала. Дрвеће активно чувају мужјаци, а мужјаци без територије претражују шумски пејзаж у потрази за слободним подручјима. Експерименталне студије су утврдиле да су у року од неколико сати од уклањања доминантног мужјака затражене одговарајуће ненасељене територије. Женке се слободно крећу територијом. Патагијум се користи као структура за приказ током удварања и територијалних спорова између супарничких мужјака, поред отварања шарене кожице. Кожица је прозирна и намерно оријентисана окомито на оријентацију сунца током приказа како би се побољшала видљивост. Летећи змај је полно диморфичан, а женке су веће од мушкараца. Једини пут када женка летећег гуштера слети на земљу је када је спремна да положи јаја. Силази низ дрво на коме се налази и прави гнездо гурнувши главу у тло. Затим полаже 2–5 јаја пре него што напуни рупу и чува јаја око 24 сата, али затим одлази и нема више никакве везе са својим потомством.

## Дистрибуција
Врсте летећих змајева су широко распрострањене у шумама југоисточне Азије, а једна врста, Draco dussumieri, настањује јужну Индију.

## Флиогенетика
Унутар породице Agamidae, летећи змај је члан потпородице Draconinae. У оквиру Draconinae, најближе је повезан са родовима Japalura и Ptyctolaemus.

## Врсте
Следећих 40 врста је препознато:
- Draco abbreviatus  – сингапурски летећи змај
- Draco beccarii [14]
- Draco biaro  – Лазелијев летећи змај
- Draco bimaculatus  – летећи змај са две тачке
- Draco blanfordii  – Бланфордов летећи змај
- Draco boschmai
- Draco caerulhians
- Draco cornutus
- Draco cristatellus  – ћубасти летећи змај
- Draco cyanopterus
- Draco dussumieri  – Индијски летећи змај
- Draco fimbriatus  – са ресама
- Draco formosus  – тамни
- Draco guentheri  – Гинтеров
- Draco haematopogon  – са црвеном брадом, са жутом брадом
- Draco indochinensis  – индокинески летећи змај
- Draco iskandari
- Draco jareckii
- Draco lineatus
- Draco maculatus  – тачкасти
- Draco maximus  – велики
- Draco melanopogon  – црнобради
- Draco mindanensis  – Минданао
- Draco modiglianii  – са линијама
- Draco norvillii  – Норвилов
- Draco obscurus  – тамни
- Draco ornatus  – са белим тачкама
- Draco palawanensis
- Draco quadrasi  – Quadras
- Draco quinquefasciatus  – са пет линија
- Draco reticulatus
- Draco rhytisma
- Draco spilonotus  – Sulawesi
- Draco spilopterus  – филипински
- Draco sumatranus  – обични
- Draco supriatnai
- Draco taeniopterus  – штрафтасти
- Draco timoriensis  – Тимор
- Draco volans  – обични
- Draco walkeri

## Праисторијски аналози
Неколико других лоза гмизаваца познатих из фосилних записа конвергентно је развило сличне механизме клизања, најстарији од њих су Weigeltisauridae, познати из касног перма, пре око 258 до 252 милиона година. Други родови укључују тријаске Kuehneosauridae и Mecistotrachelos, и из креде, гуштера Xianglong.